# Condado de Sanpete
O Condado de Sanpete é um dos 29 condados do Estado norte-americano do Utah. A sede do condado é Manti, e sua maior cidade é Ephraim. O condado tem uma área de 4113 km², uma população de 22 763 habitantes, e uma densidade populacional de 5,5 hab/km² (segundo o censo nacional de 2000). O condado foi fundado em 1852.